# Aussevielle
Aussevielle est une commune française située dans le département des Pyrénées-Atlantiques, en région Nouvelle-Aquitaine.

## Géographie

### Localisation
La commune d'Aussevielle se trouve dans le département des Pyrénées-Atlantiques, en région Nouvelle-Aquitaine.
Elle se situe à 13 km par la route de Pau, préfecture du département, et à 10 km d'Artix, bureau centralisateur du canton d'Artix et Pays de Soubestre dont dépend la commune depuis 2015 pour les élections départementales.
La commune fait en outre partie du bassin de vie de Pau.
Les communes les plus proches sont : 
Poey-de-Lescar (1,1 km), Siros (1,2 km), Beyrie-en-Béarn (2,1 km), Denguin (2,3 km), Arbus (3,1 km), Artiguelouve (4,2 km), Lescar (4,5 km), Tarsacq (4,6 km).
Sur le plan historique et culturel, Aussevielle fait partie de la province du Béarn, qui fut également un État et qui présente une unité historique et culturelle à laquelle s’oppose une diversité frappante de paysages au relief tourmenté.

### Communes limitrophes
Les communes limitrophes sont  Beyrie-en-Béarn, Denguin, Poey-de-Lescar et Siros.
| Denguin |             | Beyrie-en-Béarn |
|         | Aussevielle |                 |
| Siros   |             | Poey-de-Lescar  |

### Hydrographie

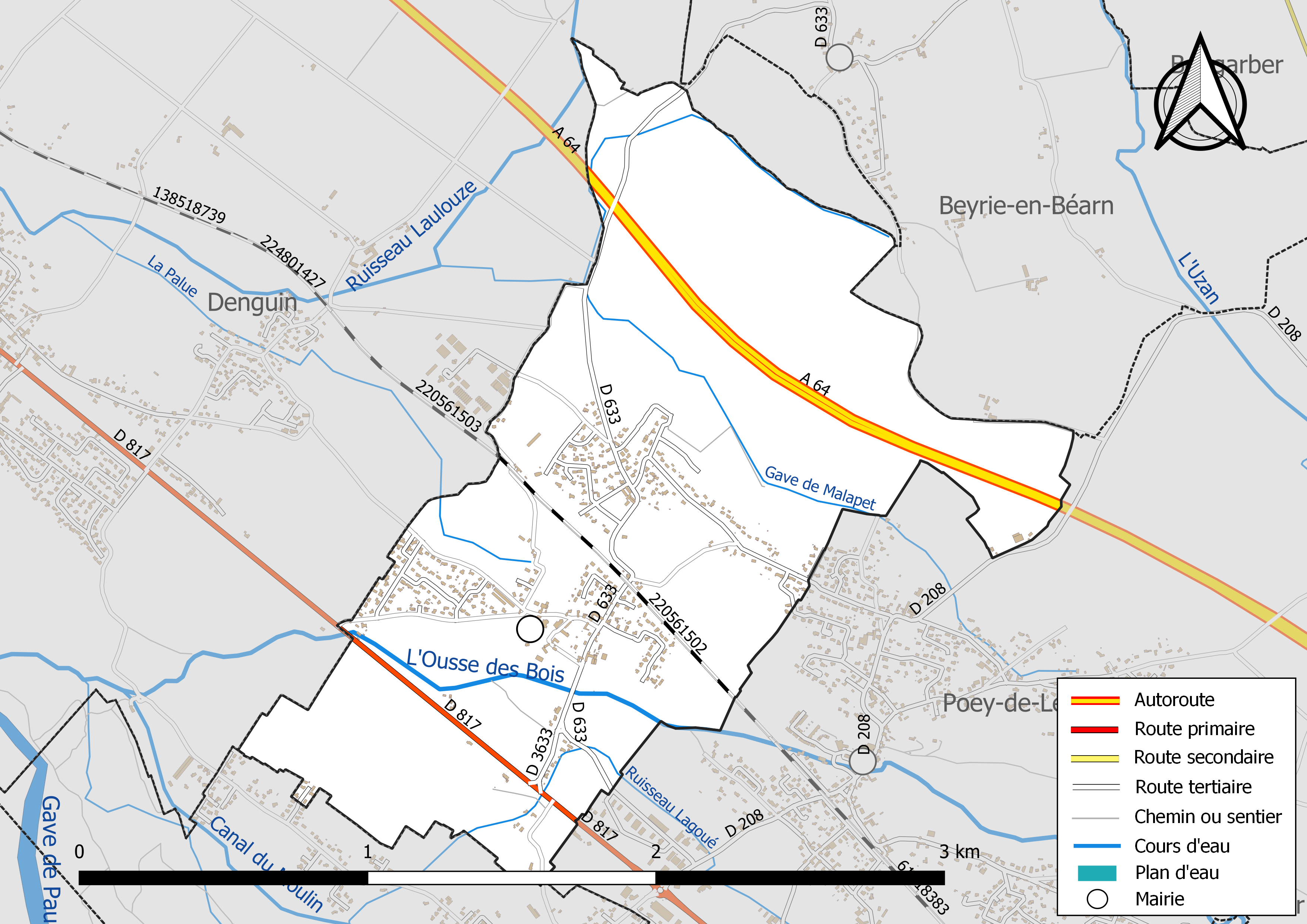
Réseaux hydrographique et routier d'Aussevielle.

La commune est drainée par l'Ousse des Bois, le Laulouze, gave de Malapet, la Palue, le ruisseau Lagoué, et par divers petits cours d'eau, constituant un réseau hydrographique de 5 km de longueur totale,.
L'Ousse des Bois, d'une longueur totale de 32,3 km, prend sa source dans la commune de Limendous et s'écoule d'est en ouest. Il traverse la commune et se jette dans le gave de Pau à Denguin, après avoir traversé 13 communes.
Le Laulouze, d'une longueur totale de 15,3 km, prend sa source dans la commune de Denguin et s'écoule vers le nord-ouest. Il traverse la commune et se jette dans le gave de Pau à Lacq, après avoir traversé 6 communes.

### Climat
Pour des articles plus généraux, voir Climat de la Nouvelle-Aquitaine et Climat des Pyrénées-Atlantiques.
Historiquement, la commune est exposée à un climat de montagne.  
En 2020, Météo-France publie une typologie des climats de la France métropolitaine dans laquelle la commune est toujours exposée à un climat de montagne et est dans la région climatique Pyrénées atlantiques, caractérisée par une pluviométrie élevée (>1 200 mm/an) en toutes saisons, des hivers très doux (7,5 °C en plaine) et des vents faibles.
Pour la période 1971-2000, la température annuelle moyenne est de 13,4 °C, avec une amplitude thermique annuelle de 14,2 °C. Le cumul annuel moyen de précipitations est de 1 222 mm, avec 11,2 jours de précipitations en janvier et 7,8 jours en juillet. Pour la période 1991-2020, la température moyenne annuelle observée sur la station météorologique la plus proche, située sur la commune d'Uzein à 6,31 km à vol d'oiseau, est de 13,7 °C et le cumul annuel moyen de précipitations est de 1 093,8 mm,. Pour l'avenir, les paramètres climatiques de la commune estimés pour 2050 selon différents scénarios d'émission de gaz à effet de serre sont consultables sur un site dédié publié par Météo-France en novembre 2022.

### Milieux naturels
Le bois du camp Romain, forêt située sur un promontoire au nord de la commune, qui jadis abritait un camp romain. Celui-ci était la terminaison du chemin de ronde partant des fortifications de la commune de Lescar.
L'Ousse, rivière qui traverse le village pour finir de se jeter dans le gave de Pau au niveau de la commune de Denguin.
Le Malapet, dit gave du Malapet en raison de son importance à l'époque, il borde le secteur nord de la commune.
Le Lagoé, ruisseau traversant le secteur sud de la commune.

## Urbanisme

### Typologie
Au 1er janvier 2024, Aussevielle est catégorisée ceinture urbaine, selon la nouvelle grille communale de densité à sept niveaux définie par l'Insee en 2022.
Elle appartient à l'unité urbaine de Pau, une agglomération intra-départementale regroupant 55  communes, dont elle est une commune de la banlieue,,. Par ailleurs la commune fait partie de l'aire d'attraction de Pau, dont elle est une commune de la couronne,. Cette aire, qui regroupe 227 communes, est catégorisée dans les aires de 200 000 à moins de 700 000 habitants,.

### Occupation des sols

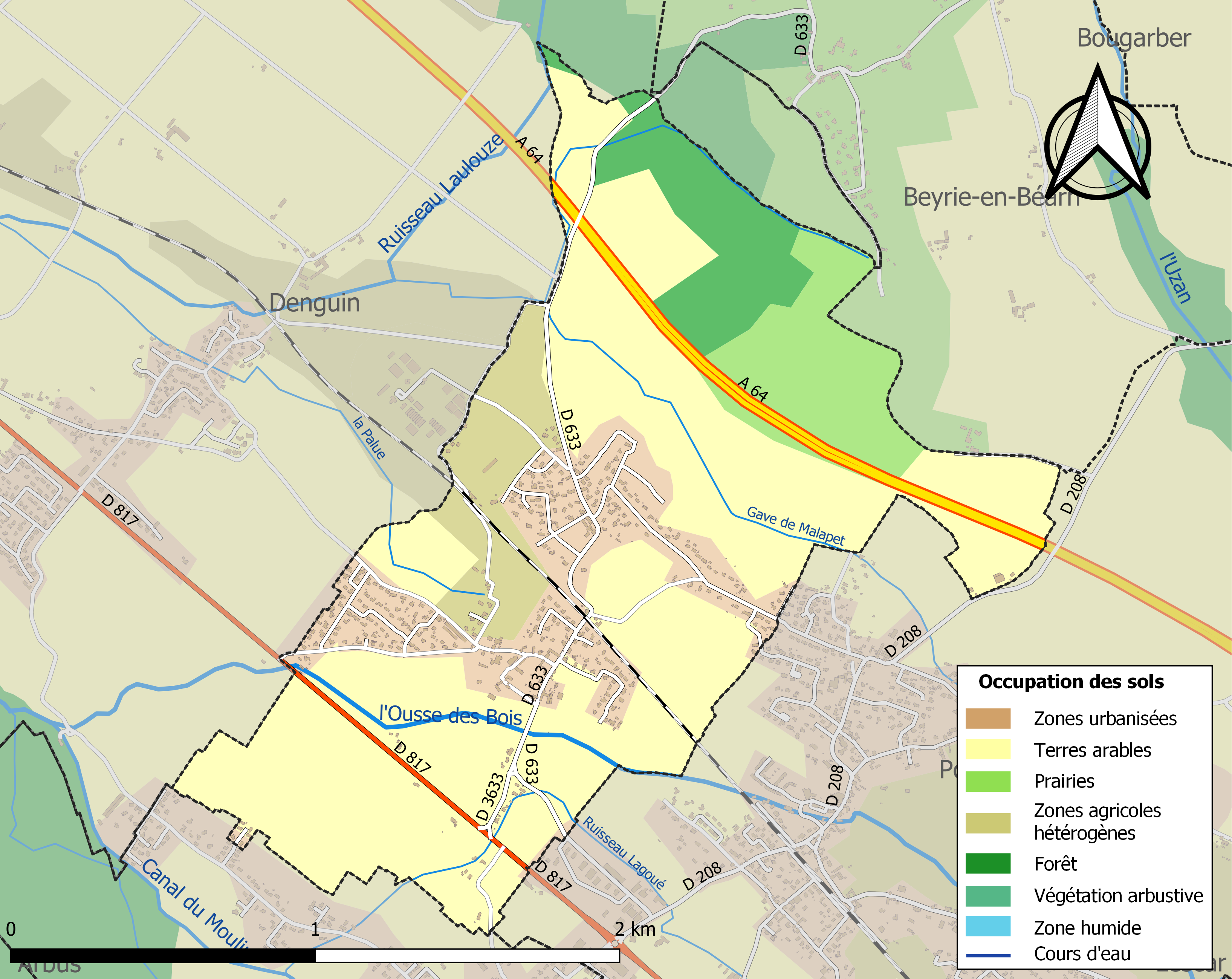
Carte des infrastructures et de l'occupation des sols de la commune en 2018 (CLC).

L'occupation des sols de la commune, telle qu'elle ressort de la base de données européenne d’occupation biophysique des sols Corine Land Cover (CLC), est marquée par l'importance des territoires agricoles (76,7 % en 2018), en diminution par rapport à 1990 (81,2 %). La répartition détaillée en 2018 est la suivante : 
terres arables (60,1 %), zones urbanisées (15,6 %), prairies (9,1 %), forêts (7,7 %), zones agricoles hétérogènes (7,6 %). L'évolution de l’occupation des sols de la commune et de ses infrastructures peut être observée sur les différentes représentations cartographiques du territoire : la carte de Cassini (XVIIIe siècle), la carte d'état-major (1820-1866) et les cartes ou photos aériennes de l'IGN pour la période actuelle (1950 à aujourd'hui).

### Lieux-dits et hameaux
- Cabarrouy[6]
- Lous Campagnots[6]
- Labourdette[6]
- Lacoustette[6]
- Lombré[6]
- Poey (serre de)[6]
- Sensac[6]
- Teulé[6]
- Lous Vignaux[6]

### Voies de communication et transports
La commune est desservie par la route nationale 117 et la départementale 633.

### Risques majeurs
Le territoire de la commune d'Aussevielle est vulnérable à différents aléas naturels : météorologiques (tempête, orage, neige, grand froid, canicule ou sécheresse), inondations et séisme (sismicité moyenne). Il est également exposé à un risque technologique,  le transport de matières dangereuses. Un site publié par le BRGM permet d'évaluer simplement et rapidement les risques d'un bien localisé soit par son adresse soit par le numéro de sa parcelle.

#### Risques naturels
La commune fait partie du territoire à risques importants d'inondation (TRI) de Pau, regroupant 34 communes concernées par un risque de débordement du gave de Pau, un des 18 TRI qui ont été arrêtés fin 2012 sur le bassin Adour-Garonne. Les événements antérieurs à 2014 les plus significatifs sont les crues de 1800, crue la plus importante enregistrée à Orthez (H = 15,42 m au pont d'Orthez), du 23 juin 1875, exceptionnelle par son ampleur géographique, des 27 et 28 octobre 1937, la plus grosse crue enregistrée à Lourdes depuis 1875, du 3 février 1952, du 27 janvier 1972 (10,46 m à Orthez pour Q = 725 m3/s), du 28 novembre 1974, du 1er juin 1978 (3,40 m à Rieulhès pour Q = 504 m3/s) et du 19 juin 2013. Des cartes des surfaces inondables ont été établies pour trois scénarios : fréquent (crue de temps de retour de 10 ans à 30 ans), moyen (temps de retour de 100 ans à 300 ans) et extrême (temps de retour de l'ordre de 1 000 ans, qui met en défaut tout système de protection). La commune a été reconnue en état de catastrophe naturelle au titre des dommages causés par les inondations et coulées de boue survenues en 1982, 1988, 1993, 2009 et 2018,.

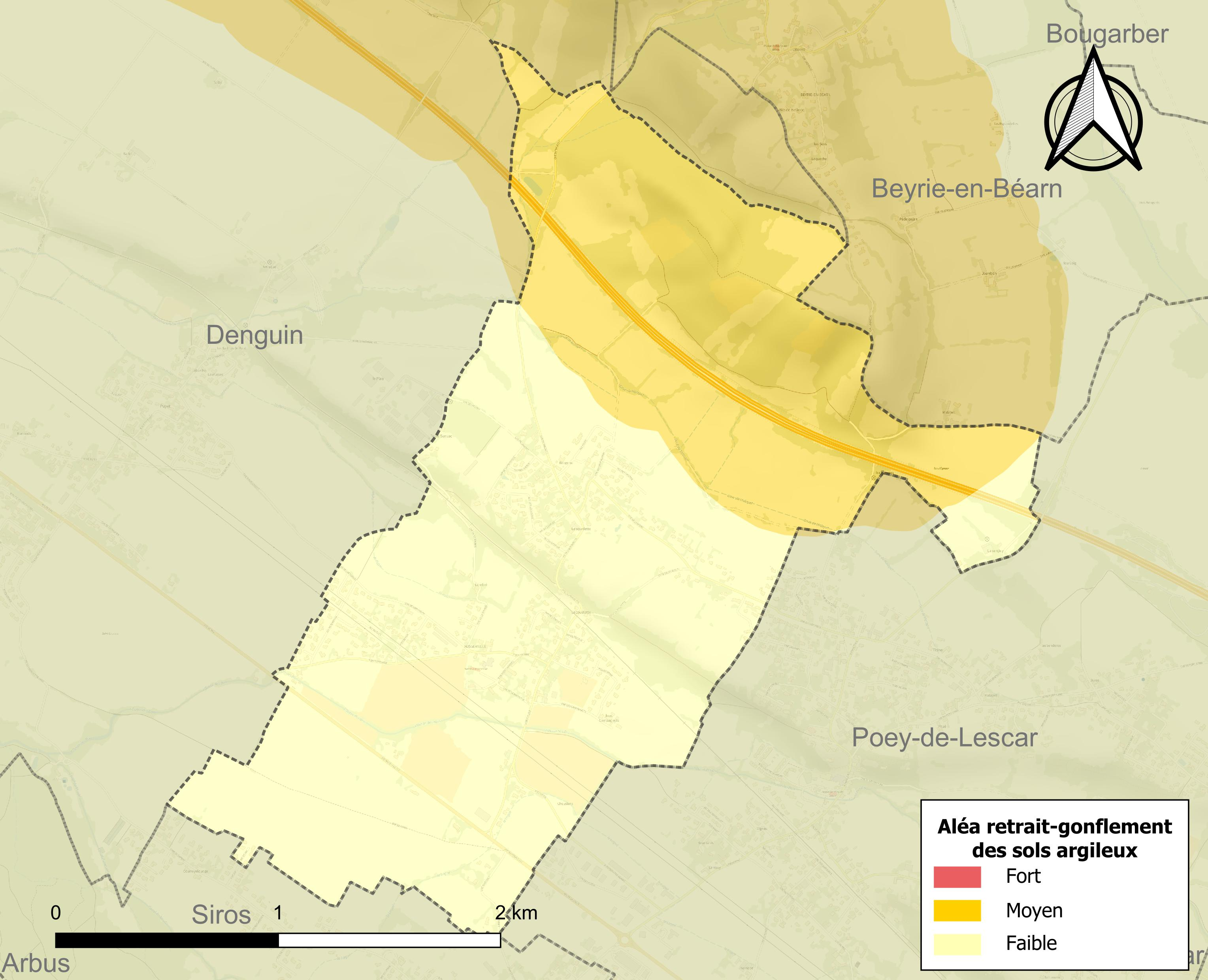
Carte des zones d'aléa retrait-gonflement des sols argileux d'Aussevielle.

Le retrait-gonflement des sols argileux est susceptible d'engendrer des dommages importants aux bâtiments en cas d’alternance de périodes de sécheresse et de pluie. 36,1 % de la superficie communale est en aléa moyen ou fort (59 % au niveau départemental et 48,5 % au niveau national). Depuis le 1er octobre 2020, en application de la loi ELAN, différentes contraintes s'imposent aux vendeurs, maîtres d'ouvrages ou constructeurs de biens situés dans une zone classée en aléa moyen ou fort,.

## Toponymie
Le toponyme Aussevielle apparaît sous les formes 
Ause-Vielle et Ossebiele (respectivement 1342 et 1349, notaires de Pardies), 
Aucevielle et Osse-Bielle (respectivement 1385 et 1402, censier de Béarn), 
Aussabiela et Aussavielle (respectivement 1538 et 1675, réformation de Béarn), 
Saint-Jean d'Aussevielle (1754, terrier de Denguin) et 
Aussaviele sur la carte de Cassini (fin XVIIIe siècle).
Michel Grosclaude indique que le toponyme vient probablement du nom du cours d’eau, l’Ousse, qui arrose la commune, et du béarnais vièla (« ville »), pour donner « la ville de l’Ousse ».
Son nom béarnais est Aussavièla ou Aussabièle.
Casenave est une ferme, également fief reportant à la vicomté de Béarn, cité en 1753 par le dénombrement d’Aussevielle.
Domec était un fief de la commune, vassal de la vicomté de Béarn, mentionné par le dictionnaire topographique Béarn-Pays basque de 1863, ainsi que par la réformation de Béarn de 1538 (l’ostau deu Domec).

## Histoire
Paul Raymond note qu'en 1385, Aussevielle comptait dix feux et dépendait du bailliage de Pau, et depuis 1654 ressortait à la baronnie de Denguin, par lettres patentes de Louis XIV.

## Politique et administration

### Liste des maires
| Période    | Période  | Identité          | Étiquette | Qualité  |
| ---------- | -------- | ----------------- | --------- | -------- |
| avant 1995 | 1995     | Jean-Michel Daury |           |          |
| 1995       | En cours | Jacques Locatelli |           | Retraité |

### Intercommunalité
La commune d'Aussevielle fait partie de quatre structures intercommunales :
- la communauté d'agglomération de Pau Béarn Pyrénées ;
- le SIVU pour le service de soins infirmiers à domicile pour personnes âgées du canton de Lescar ;
- le syndicat AEP de la région de Lescar ;
- le syndicat intercommunal des Trois Cantons pour le traitement des eaux usées du Val de l'Ousse.

## Population et société

### Démographie
Le nom des habitants est Ausseviellois,.
L'évolution du nombre d'habitants est connue à travers les recensements de la population effectués dans la commune depuis 1793. Pour les communes de moins de 10 000 habitants, une enquête de recensement portant sur toute la population est réalisée tous les cinq ans, les populations de référence des années intermédiaires étant quant à elles estimées par interpolation ou extrapolation. Pour la commune, le premier recensement exhaustif entrant dans le cadre du nouveau dispositif a été réalisé en 2008.

En 2022, la commune comptait 833 habitants, en évolution de +5,31 % par rapport à 2016 (Pyrénées-Atlantiques : +3,78 %, France hors Mayotte : +2,11 %).
| 1793 | 1800 | 1821 | 1831 | 1836 | 1841 | 1846 | 1851 | 1856 |
| ---- | ---- | ---- | ---- | ---- | ---- | ---- | ---- | ---- |
| 180  | 189  | 219  | 210  | 208  | 210  | 198  | 174  | 172  |

| 1861 | 1866 | 1872 | 1876 | 1881 | 1886 | 1891 | 1896 | 1901 |
| ---- | ---- | ---- | ---- | ---- | ---- | ---- | ---- | ---- |
| 151  | 146  | 147  | 134  | 138  | 131  | 129  | 110  | 119  |

| 1906 | 1911 | 1921 | 1926 | 1931 | 1936 | 1946 | 1954 | 1962 |
| ---- | ---- | ---- | ---- | ---- | ---- | ---- | ---- | ---- |
| 109  | 93   | 94   | 75   | 87   | 107  | 78   | 82   | 99   |

| 1968 | 1975 | 1982 | 1990 | 1999 | 2006 | 2008 | 2013 | 2018 |
| ---- | ---- | ---- | ---- | ---- | ---- | ---- | ---- | ---- |
| 126  | 185  | 258  | 406  | 479  | 660  | 712  | 778  | 779  |

| 2022 | - | - | - | - | - | - | - | - |
| ---- | - | - | - | - | - | - | - | - |
| 833  | - | - | - | - | - | - | - | - |

Aussevielle fait partie de l'aire d'attraction de Pau.

### Enseignement
Aussevielle et Siros se sont associées pour créer un regroupement pédagogique intercommunal (R.P.I.). La commune dispose d'une école maternelle, appelée « l'École des rêves » à la suite d'un concours organisé au sein des classes maternelles.
L'école primaire se trouve à Siros.

## Économie
- La ferme de l'Ousse
- Siège social de plusieurs d'artisans et autres entrepreneurs.

## Culture locale et patrimoine

### Lieux et monuments

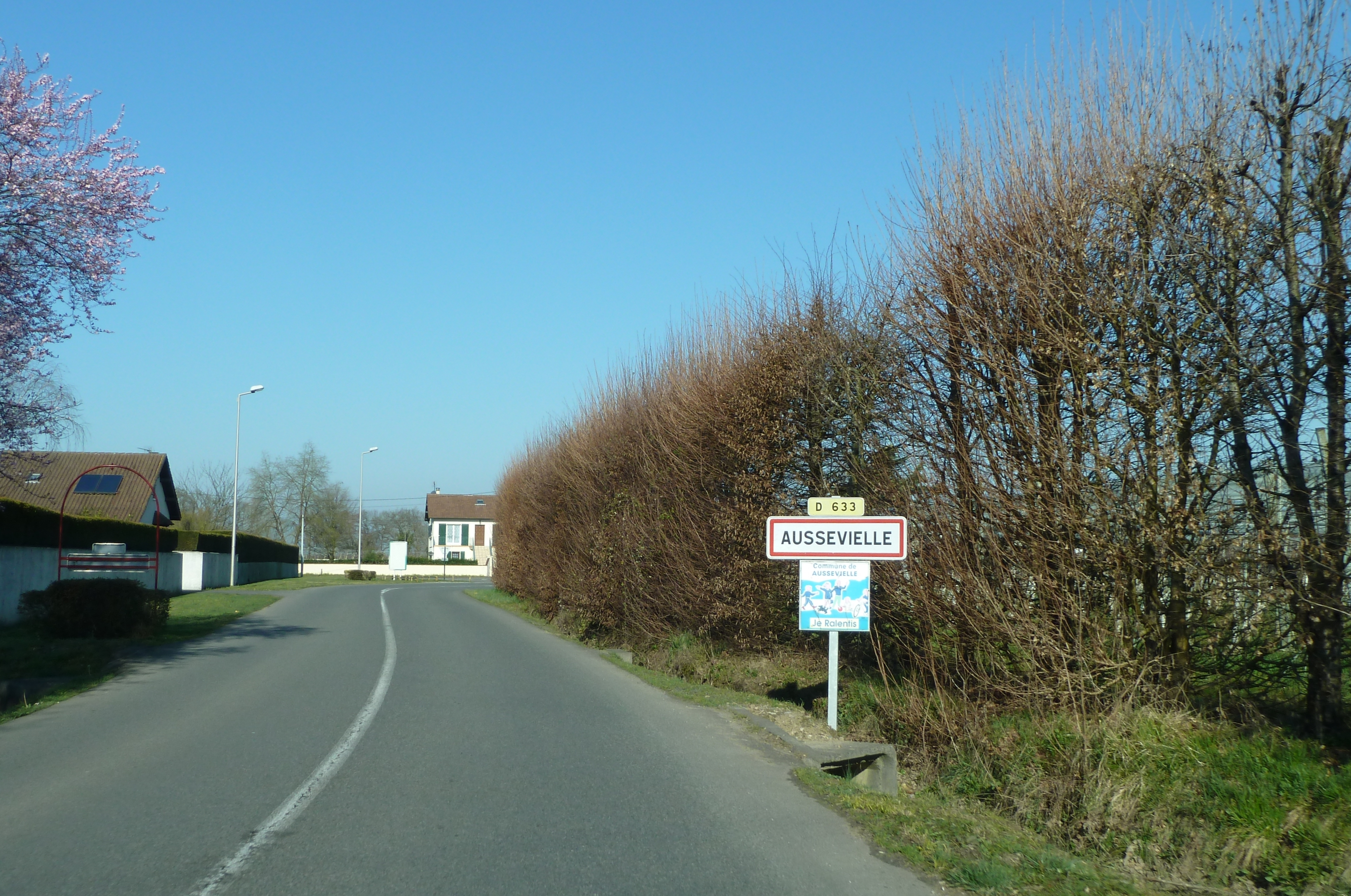
Entrée dans Aussevielle.
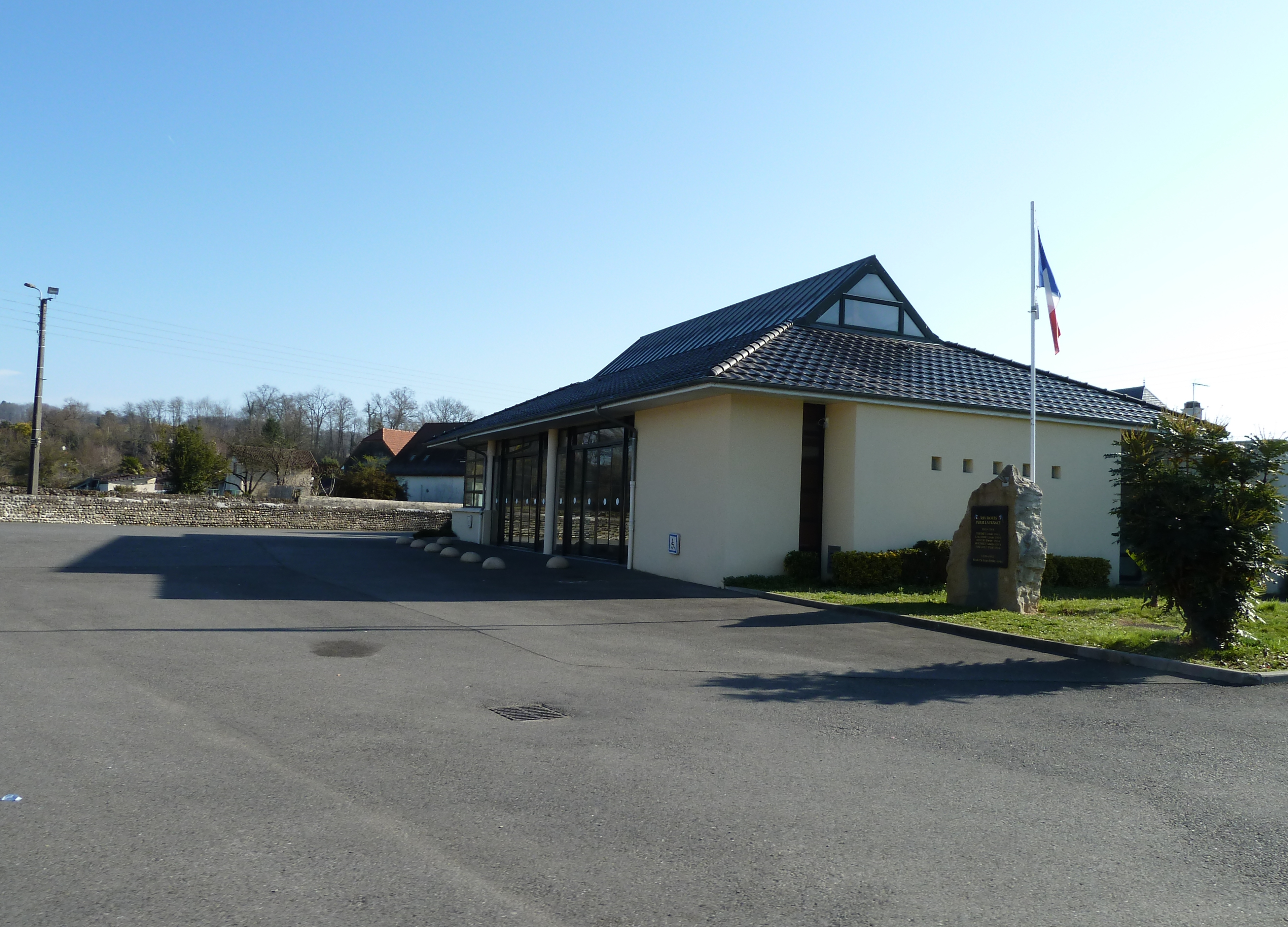
La salle polyvalente d'Aussevielle.
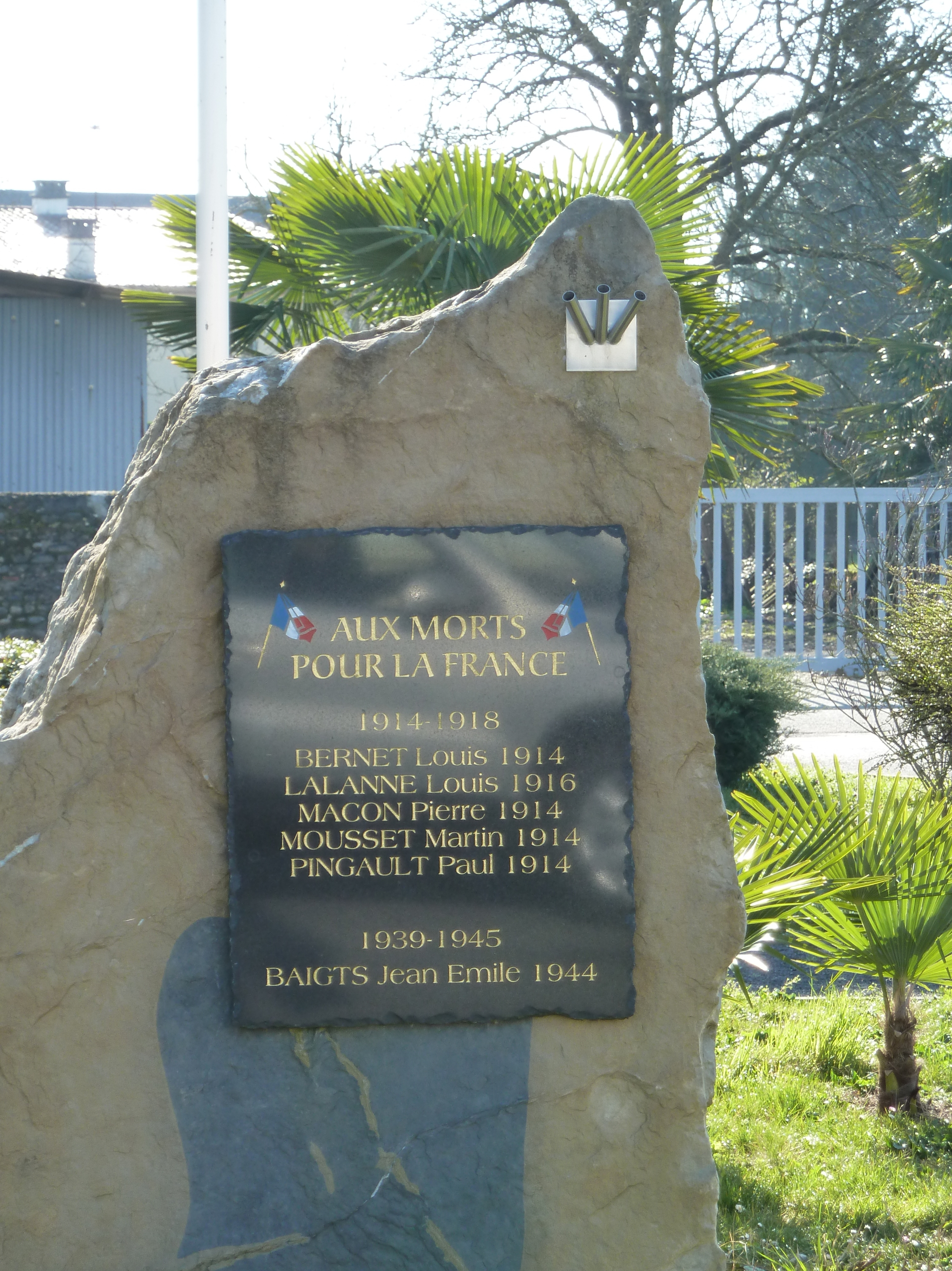
Le monument aux morts.
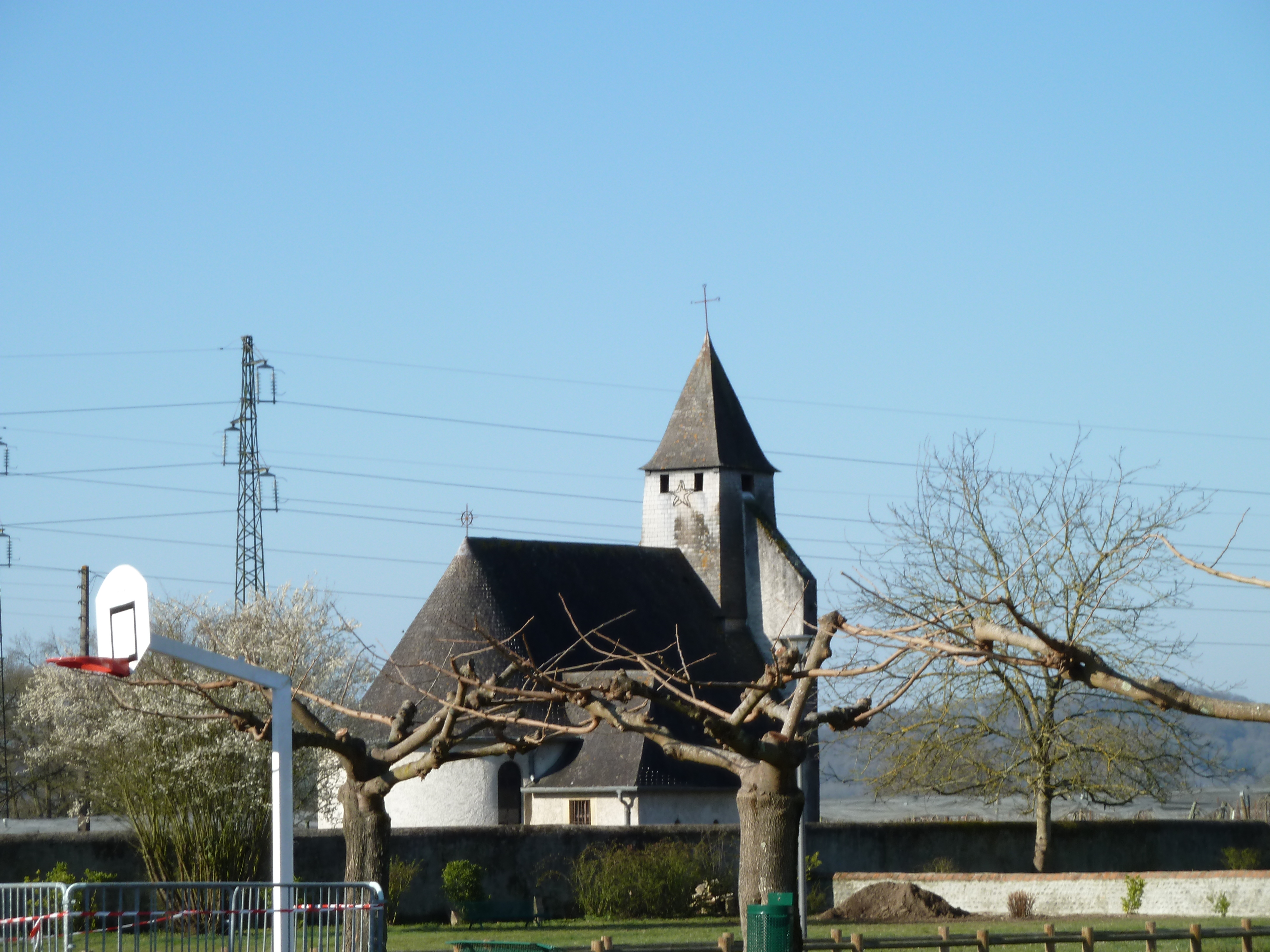
L'église Saint-Jean-Baptiste.

#### Patrimoine civil
L'ancienne abbaye laïque est aujourd'hui le siège de la mairie.
Le salle multi-activités, regroupe une petite salle d'une capacité de 80 personnes et une grande salle d'une capacité de 140 personnes. Des locaux techniques sont équipés avec le matériel nécessaire à la restauration.
L'école des Rêves, ensemble scolaire qui accueille les enfants de maternelle.
Le parc de loisirs s'étend sur deux hectares à l'entrée sud du village. Il comprend :
- un parcours pédestre longeant l'Ousse ;
- un petit amphithéâtre naturel ;
- un air de jeux pour les enfants de moins de douze ans ;
- un terrain de pétanque ;
- des sanitaires automatiques.

#### Patrimoine religieux
L'église Saint-Jean-Baptiste date probablement de la fin du Moyen Âge.

### Personnalités liées à la commune
- Roger Lapassade, né en 1912 à Aussevielle et décédé en 1999 à Orthez, est un écrivain et poète occitan.

## Pour approfondir